# Miltochrista confluens
Miltochrista confluens là một loài bướm đêm thuộc phân họ Arctiinae, họ Erebidae.